# Kevin Peter Hall
Kevin Peter Hall, född 9 maj 1955 i Pittsburgh, Pennsylvania USA, död 10 april 1991 i Hollywood, Kalifornien, var en amerikansk skådespelare. Med anledning av hans kroppslängd (218 cm) spelade han ofta monsterkaraktärer under sin skådespelarkarriär, där rollen som Rovdjuret i filmen med samma namn hör till den mest kända.
Han drabbades av HIV i samband med en blodtransfusion under en operation han ådragit sig efter en bilolycka. Hall avled senare av Pneumocystisinfektion i lungorna.